# Larry Young
Larry Young, född den 10 februari 1943 i Independence, Missouri, är en amerikansk friidrottare inom gång.
Han tog OS-brons på 50 kilometer gång vid friidrottstävlingarna 1972 i München. 